# 엔조 엔조

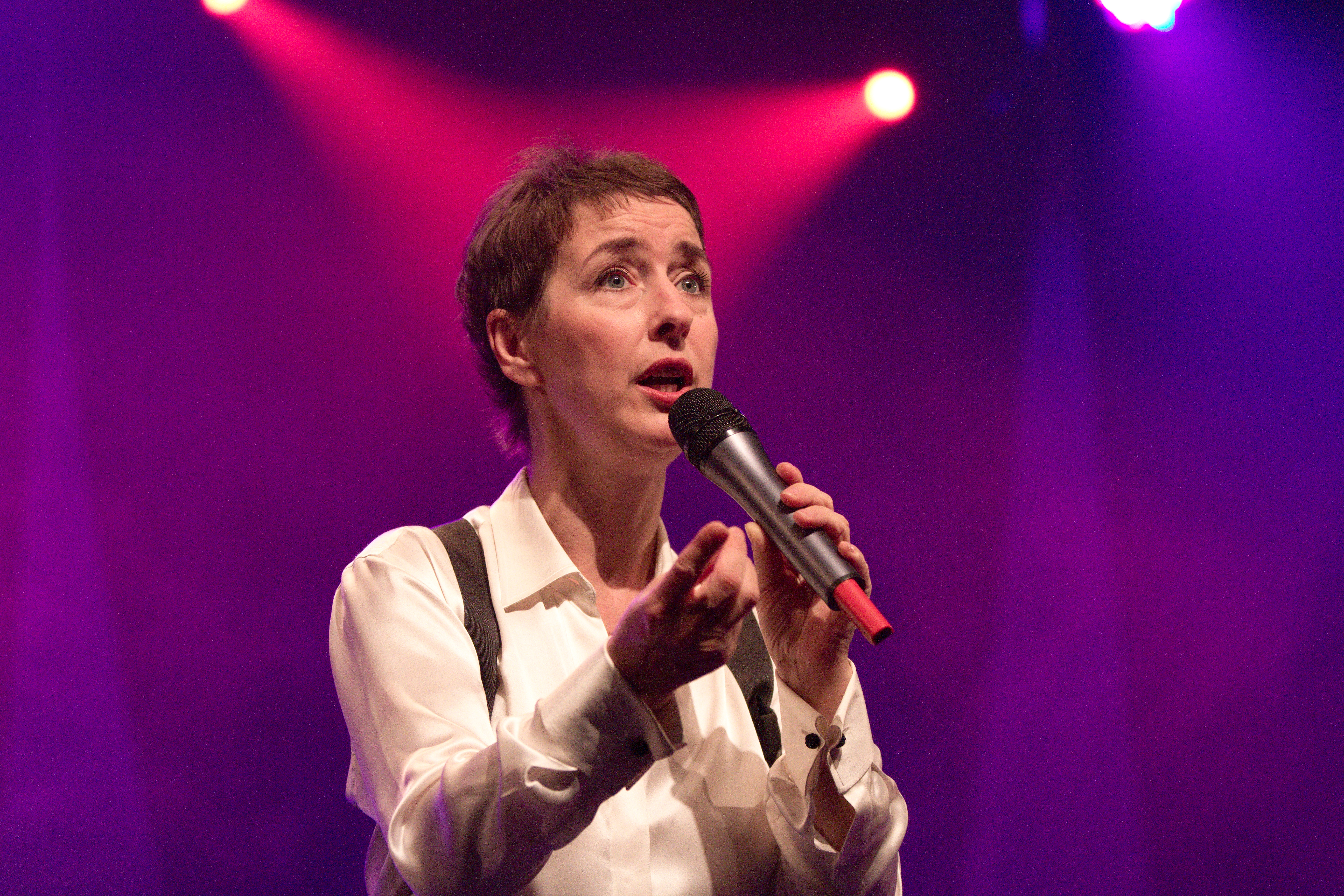
2010년 공연 중인 엔조 엔조

엔조 엔조(Enzo Enzo, 본명: Körin Ternovtzeff, 1959년 8월 29일 - )은 프랑스의 가수이다.

## 삶
러시아의 작가 알렉산드르 푸시킨의 손녀이다.
1982년, Korïn Noviz라는 별명으로 이기 팝과 데이비드 보위의 곡을 불러 첫 음반을 녹음했다.

## 음반
- 1990 Enzo Enzo
- 1994 Deux
- 1997 Oui
- 1999 Enfin seuls (avec Kent)
- 2001 Le jour d'à côté
- 2004 Paroli
- 2007 Chansons d'une maman
- 2008 3 histoires comme ça
- 2009 Clap !
- 2010 Têtue